# Brejo Paraibano
Brejo Paraibano is een van de 23 microregio's van de Braziliaanse deelstaat Paraíba. Zij ligt in de mesoregio Agreste Paraibano en grenst aan de microregio's Campina Grande, Esperança, Curimataú Ocidental, Curimataú Oriental, Guarabira en Itabaiana. De microregio heeft een oppervlakte van ca. 1.174 km². In 2006 werd het inwoneraantal geschat op 114.418.
Acht gemeenten behoren tot deze microregio:
- Alagoa Grande
- Alagoa Nova
- Areia
- Bananeiras
- Borborema
- Matinhas
- Pilões
- Serraria

Mesoregio's: Agreste Paraibano · Borborema · Mata Paraibana · Sertão Paraibano

Microregio's: Brejo Paraibano · Cajazeiras · Campina Grande · Cariri Ocidental · Cariri Oriental · Catolé do Rocha · Curimataú Ocidental · Curimataú Oriental · Esperança · Guarabira · Itabaiana · Itaporanga · João Pessoa · Litoral Norte · Litoral Sul · Patos · Piancó · Sapé · Seridó Ocidental · Seridó Oriental · Serra do Teixeira · Sousa · Umbuzeiro